# Baume-les-Messieurs
Baume-les-Messieurs là một xã trong vùng Bourgogne-Franche-Comté, thuộc tỉnh Jura, quận Lons-le-Saunier, tổng Voiteur. Tọa độ địa lý của xã là 46° 42' vĩ độ bắc, 05° 38' kinh độ đông. Baume-les-Messieurs nằm trên độ cao trung bình là 330 mét trên mặt nước biển, có điểm thấp nhất là 277 mét và điểm cao nhất là 572 mét. Xã có diện tích 13,09 km², dân số vào thời điểm 1999 là 194 người; mật độ dân số là 15 người/km².
Nằm trong Baume-les-Messieurs là tu viện Saint-Pierre được kiến lập năm 909.